# Proacidalia clavimacula
Proacidalia clavimacula är en fjärilsart som beskrevs av Matsumura 1929. Proacidalia clavimacula ingår i släktet Proacidalia och familjen praktfjärilar. Inga underarter finns listade i Catalogue of Life.